# Richard Kind
Richard Bruce Kind, född 22 november 1956 i Trenton, New Jersey, är en amerikansk skådespelare.
Kind har medverkat i många komediserier som till exempel Spin City (som Paul Lassiter) som han ofta förknippas mest med. Han har även lånat ut sin röst till flera tecknade och animerade filmer.
Richard Kind är gift med Dana Stanley sedan 13 november 1999 och har tre barn med henne. Richards bestman på bröllopet var George Clooney som är en nära vän till honom. Kind spelar golf på fritiden.

## Filmografi i urval
- 1985 – Two Fathers' Justice
- 1986 – Nothing in Common
- 1987 – Bennett Brothers
- 1988 – Meanwhile in Santa Monica
- 1988 – Vice Versa
- 1989 – Unknown Subject
- 1991 – Queens Logic
- 1992 – Mr. Saturday Night
- 1992 – Tom & Jerry gör stan osäker (röst)
- 1992 – All-American Murder
- 1992–1999 – Galen i dig (TV-serie)
- 1993–1995 – Scali (TV-serie)
- 1993 – Quest of the Delta Knights
- 1994 – Jimmy Hollywood
- 1994 – Clifford
- 1994 – Stargate
- 1996–2002 – Spin City (TV-serie)
- 1996 – Johns
- 1997 – Cold Around the Heart
- 1998 – Waiting for Woody
- 1998 – Djungelboken: Mowglis äventyr (röst)
- 1998 – Ett småkryps liv (röst)
- 1999 – Our Friend, Martin (röst)
- 2000 – Tom Sawyer (röst)
- 2001 – The Santa Claus Brothers
- 2002 – Quicksand
- 2003 – The Station Agent
- 2003 – Shrink Rap
- 2003 – Nobody Knows Anything!
- 2004 – Nobody's Perfect
- 2004 – The Ingrate
- 2004 – Elvis Has Left the Building
- 2004 – Dog Gone Love
- 2005 – The Big Empty
- 2005 – Stop
- 2005 – The Producers
- 2006 – The Angriest Man in Suburbia
- 2006 – Spymate
- 2006 – Bilar (röst)
- 2006 – I Want Someone to Eat Cheese With
- 2006 – For Your Consideration
- 2006 – Raising Flagg
- 2007 – 2 1/2 män (Gästroll i avsnittet Is there a Mrs. Waffles?)
- 2007 – Hermie & Friends: Milo the Mantis Who Wouldn't Pray
- 2007 – The Grand
- 2007 – The Visitor
- 2007 – Bag Boy
- 2008 – Longshot
- 2008 – The Understudy
- 2009 – A serious man
- 2012 – Argo
- 2015 – Insidan ut (röst)
- 2022 – The Watcher (TV-serie)
- 2023 – Beau Is Afraid